# Боксер та леді
«Боксер та леді» (англ. The Prizefighter and the Lady) — американська комедійна мелодрама 1933 року режисера В. С. Ван Дайка, знята кінокомпанією Metro-Goldwyn-Mayer. В головних ролях Мірна Лой та професійні боксери Макс Баєр, Прімо Карнера та Джек Демпсі. Сценаристка Френсіс Маріон була номінована на премію «Оскар» за найкраще літературне першоджерело.

## Сюжет
Стів — простий бармен, але Едвін Дж. Беннет зміг розгледіти в ньому прекрасні фізичні дані боксера, для чого починає готувати його до рингу. Але самого Едвіна мало не збиває машина, в якій була Белла Мерсер зі своїм водієм. Стів, закохавшись в неї, викрадає її і відвозить на ферму, де вона спочатку противиться йому, адже вона одружена і порядна, але незабаром і починає танути в його обіймах. Чи зможе їх заборонене кохання подолати обставини, або ж їм судилося бути розлученими навіки?

## У ролях
- Мірна Лой — Белла Мерсер
- Макс Баєр — Стів
- Прімо Карнера — Карнера
- Джек Демпсі — промоутер
- Волтер Г'юстон — професор
- Отто Крюгер — Віллі Раян
- Вінс Барнетт — Багсі
- Мюріель Еванс — Лінда